# نيكولو بونيفازيو
نيكولو بونيفازيو (بالإيطالية: Niccolò Bonifazio)‏ (و. 1993  م) هو راكب دراجة هوائية، من إيطاليا، ولد في كونيو.

## سباقات أو مراحل فاز بها
| التاريخ        | السباق                              | المركز                                          |
| -------------- | ----------------------------------- | ----------------------------------------------- |
| 17 سبتمبر 2014 | 2014 Coppa Ugo Agostoni             | الفائز في التصنيف العام                         |
| 09 أكتوبر 2014 | كوبا ساباتيني 2014                  | الثامن في التصنيف العام                         |
| 28 أكتوبر 2014 | طواف هاينان 2014                    | المركز الثاني                                   |
| 25 يناير 2015  | داون أندر 2015                      | الثاني في تصنيف النقاط                          |
| 08 فبراير 2015 | غران بريميو ديلا كوستا إتروششي 2015 | المركز الثالث                                   |
| 01 مارس 2015   | غران بريمو دي لوغانو 2015           | الفائز في التصنيف العام                         |
| 22 مارس 2015   | ميلان-سان ريمو 2015                 | الخامس في التصنيف العام                         |
| 23 أغسطس 2015  | طواف فاتينفول 2015                  | التاسع في التصنيف العام                         |
| 16 سبتمبر 2015 | كأس أوغو أغوستيني 2015              | المركز الثالث                                   |
| 17 سبتمبر 2015 | كوبا بيرنوشي 2015                   | الثامن في التصنيف العام                         |
| 31 يناير 2016  | سباق كاديل ايفانز 2016              | المركز الثالث                                   |
| 28 فبراير 2016 | كرونا بروكسل 2016                   | السادس في التصنيف العام                         |
| 06 أبريل 2016  | شيلدبرايش 2016                      | الخامس في التصنيف العام                         |
| 01 مايو 2016   | طواف روماندي 2016                   | الثامن في تصنيف النقاط                          |
| 15 يناير 2017  | 2017 People's Choice Classic        | الرابع في التصنيف العام                         |
| 26 فبراير 2017 | طواف أبو ظبي 2017                   | السادس في تصنيف النقاط                          |
| 14 مايو 2017   | أربعة أيام من دونكيرك 2017          | الثامن في تصنيف النقاط                          |
| 08 يونيو 2017  | غروسر برايس ديس كانتونس أرجو 2017   | المركز الثالث                                   |
| 04 أغسطس 2017  | طواف بولندا 2017                    | الثالث في تصنيف النقاط                          |
| 20 أغسطس 2017  | أوروآيز الكلاسيكي 2017              | المرتبة 14 في التصنيف العام                     |
| 24 أكتوبر 2017 | طواف قوانغشي 2017                   | العاشر في تصنيف النقاط                          |
| 22 أبريل 2018  | طواف كرواتيا 2018                   | الرابع في تصنيف النقاط                          |
| 27 مايو 2018   | طواف إيطاليا 2018                   | الثامن في تصنيف النقاط                          |
| 19 أغسطس 2018  | أوروآيز الكلاسيكي 2018              | التاسع في التصنيف العام                         |
| 27 يناير 2019  | لا تروبيكال أميسا بونغو 2019        | الفائز في التصنيف العام                         |
| 10 فبراير 2019 | نجم بسجس 2019                       | الخامس في تصنيف النقاط                          |
| 31 أغسطس 2019  | 2019 Omloop Mandel-Leie-Schelde     | الفائز في التصنيف العام                         |
| 01 سبتمبر 2019 | غروت بريجس جيف شيرنز 2019           | الفائز في التصنيف العام                         |
| 03 أكتوبر 2019 | طواف مونستر 2019                    | العاشر في التصنيف العام                         |
| 08 فبراير 2020 | طواف السعودية 2020                  | الثالث في تصنيف النقاط                          |
| 14 أكتوبر 2020 | شيلدبرايش 2020                      | المركز الثاني                                   |
| 30 مايو 2021   | بوكليس دي لا مايين 2021             | السابع في التصنيف العام، السابع في تصنيف النقاط |
| 15 أغسطس 2021  | غروت بريجس جيف شيرنز 2021           | الفائز في التصنيف العام                         |
| 17 أغسطس 2021  | غروت بريجس ستاد زوتيجم 2021         | المركز الثاني                                   |
| 18 سبتمبر 2021 | كامبيونشاب فان فلانديرن 2021        | الخامس في التصنيف العام                         |
| 04 أكتوبر 2021 | كوبا بيرنوشي 2021                   | التاسع في التصنيف العام                         |
| 07 أكتوبر 2021 | باريس بورج 2019                     | المركز الثالث                                   |
| 19 يونيو 2022  | روتي دو سود 2022                    | الرابع في تصنيف النقاط، السادس في تصنيف الجبال  |
| 10 سبتمبر 2023 | جي بي دي فورميس 2023                | السادس في التصنيف العام                         |

## روابط خارجية
- نيكولو بونيفازيو على موقع الاتحاد الدولي للدراجات (الإنجليزية)
- نيكولو بونيفازيو على موقع أرشيف الدراجات (الإنجليزية)
- نيكولو بونيفازيو على موقع إحصائيات الدراجات الإحترافية (الإنجليزية)
- نيكولو بونيفازيو على موقع نسبة الدراجات (الإنجليزية)
- نيكولو بونيفازيو على موقع CycleBase (الإنجليزية)